# Valmiera
Valmiera (Ausspracheⓘ), auf Deutsch Wolmar, ist eine Stadt im Norden Lettlands beiderseits des Flusses Gauja etwa 100 km nordöstlich von Riga und 50 km von der Grenze zu Estland. Valmiera ist eine der Republik-Städte Lettlands und Sitz des Bezirks Valmiera. Mit knapp 25.000 Einwohnern (22.748 am 1. Januar 2022) ist sie größte Stadt der Region Vidzeme und deren kulturelles Zentrum. In der Nähe befindet sich der Nationalpark Gauja.

## Geschichte
Archäologen fanden Siedlungsspuren aus der Zeit um 7000 v. Chr. In historischer Zeit war Valmiera von Lettgallen besiedelt. 1224 geriet das Gebiet an der Gauja unter die Herrschaft des Schwertbrüderordens, die hier eine Burg anlegten. 1323 wurde die „Stadt Woldemars“ erstmals schriftlich erwähnt, wobei der Ort bereits 40 Jahre früher bestand, als der Hochmeister des Livländischen Ordens Wilhelm von Schauenburg die Burg „Wolmar“ und eine katholische Kirche für den heiligen Simeon an den Flussufern der Gauja erbauen ließ. Vom 14. bis 16. Jahrhundert war die aufstrebende Handelsstadt Mitglied der Hanse.
Im Juni 1525 fand in Wolmar ein Landtag statt, auf dem u. a. eine allgemeine Landordnung beschlossen wurde. Als Teil des Herzogtums Livland gehörte Valmiera von 1566 bis 1622 zum Großfürstentum Litauen und zu Polen-Litauen. 1622 wurde das nördliche Livland von den Schweden erobert. Valmiera war Besitz des Reichskanzlers Axel Oxenstierna. Es folgten mehrere Kriege und eine Pestepidemie. Während des großen nordischen Kriegs wurde Wolmar 1702 zerstört und niedergebrannt.
Als Teil des russischen Gouvernement Livland folgte dann eine lange Friedenszeit. 1738 wurde Valmiera Ausgangspunkt der Herrnhuter Gemeinde, als hier ein Lehrerseminar gegründet wurde. Die Kreisstadt bekam 1865 eine Holzbrücke und 1899 Eisenbahnanschluss. Damit setzte auch die Industrialisierung ein, und neue Stadtteile jenseits der Gauja entstanden. Vor dem Ersten Weltkrieg bestanden unter anderem ein Lehrerseminar, ein Mädcheninternat und eine Handelsschule.
Nach dem Ersten Weltkrieg kam Valmiera zur neu gegründeten Republik Lettland.
Vom historischen Stadtkern ist nach dem Zweiten Weltkrieg, in dem ein Drittel der Stadt niederbrannte, außer der gotischen Simeonskirche kaum etwas übrig geblieben.

## Verkehr
- Der Bahnhof Valmiera befindet sich an der Bahnstrecke Riga–Valga.
- Die Stadt liegt an der Staatlichen Hauptstraße Autoceļš A3, die als Teil der Europastraße 264 von Inčukalns nach Valka und weiter zur Grenze mit Estland führt.

## Sehenswürdigkeiten
- Die gotische Sankt-Simons-Kirche in der Altstadt wurde 1283 errichtet. Die Orgel von 1886 stammt von dem deutschen Orgelbauer Friedrich Ladegast.
- Die orthodoxe Sergius-von-Radonezh-Kirche in Valmiera wurde von 1874 bis 1877 von Jānis Frīdrihs Baumanis erbaut.
- Die Burg des Livländischen Ritterordens aus dem 13. Jahrhundert wurde im Nordischen Krieg 1702 zerstört und ist nur als Ruine erhalten.
- Das Kino Gaisma wurde 1951 im Stil des Sozialistischen Klassizismus der Stalinzeit errichtet.
- Die älteste Apotheke Livlands, ein 1735 auf dem Wall der Burgruine errichtetes Holzgebäude, ist Teil des Valmiera Museums.
- Das Gebäude des Staatlichen Gymnasiums Valmiera wurde 1902 als Lehrerseminar von dem russischen Architekten Alexei Kīzelbašs im eklektizistischen Stil errichtet.

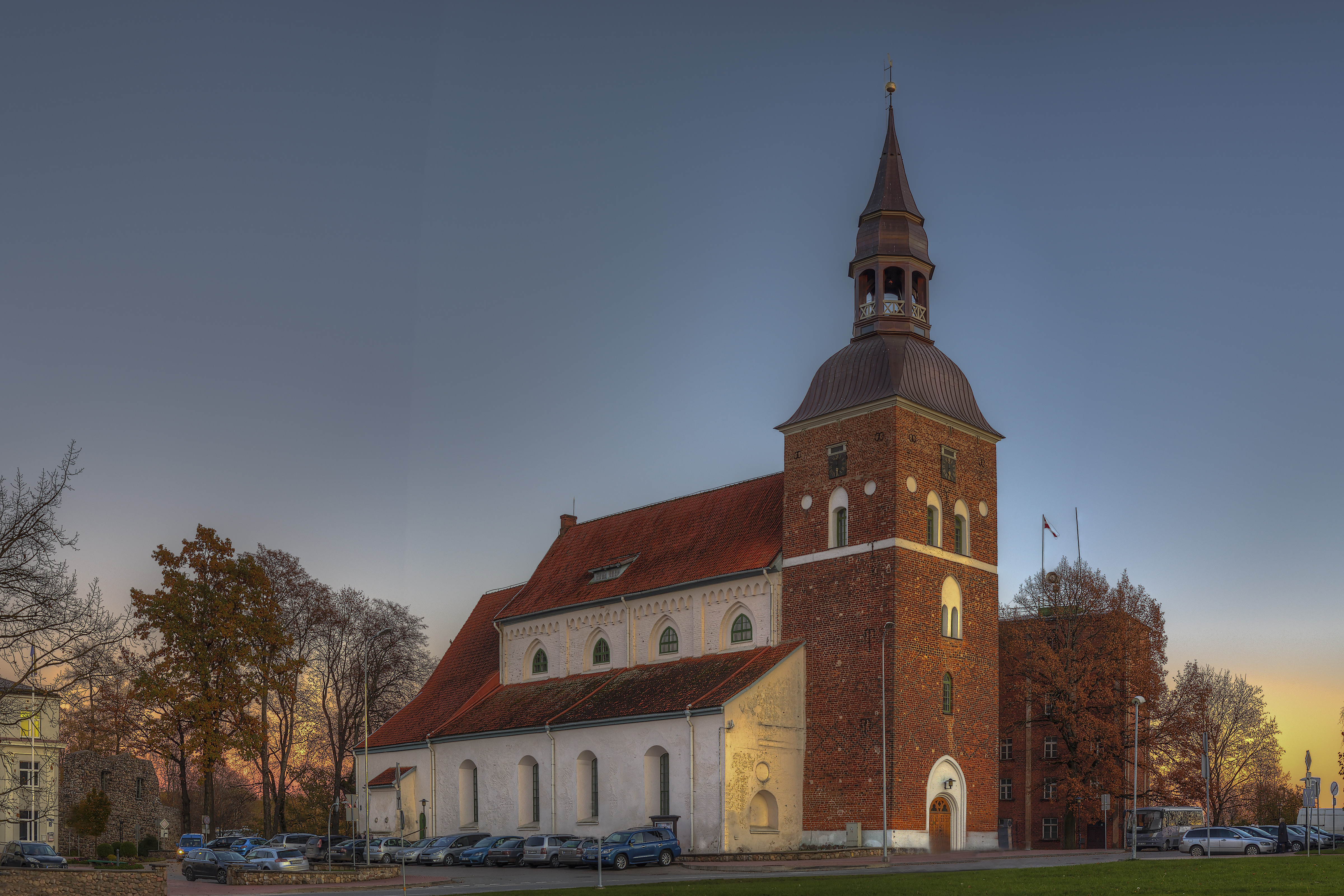
St.-Simeon-Kirche
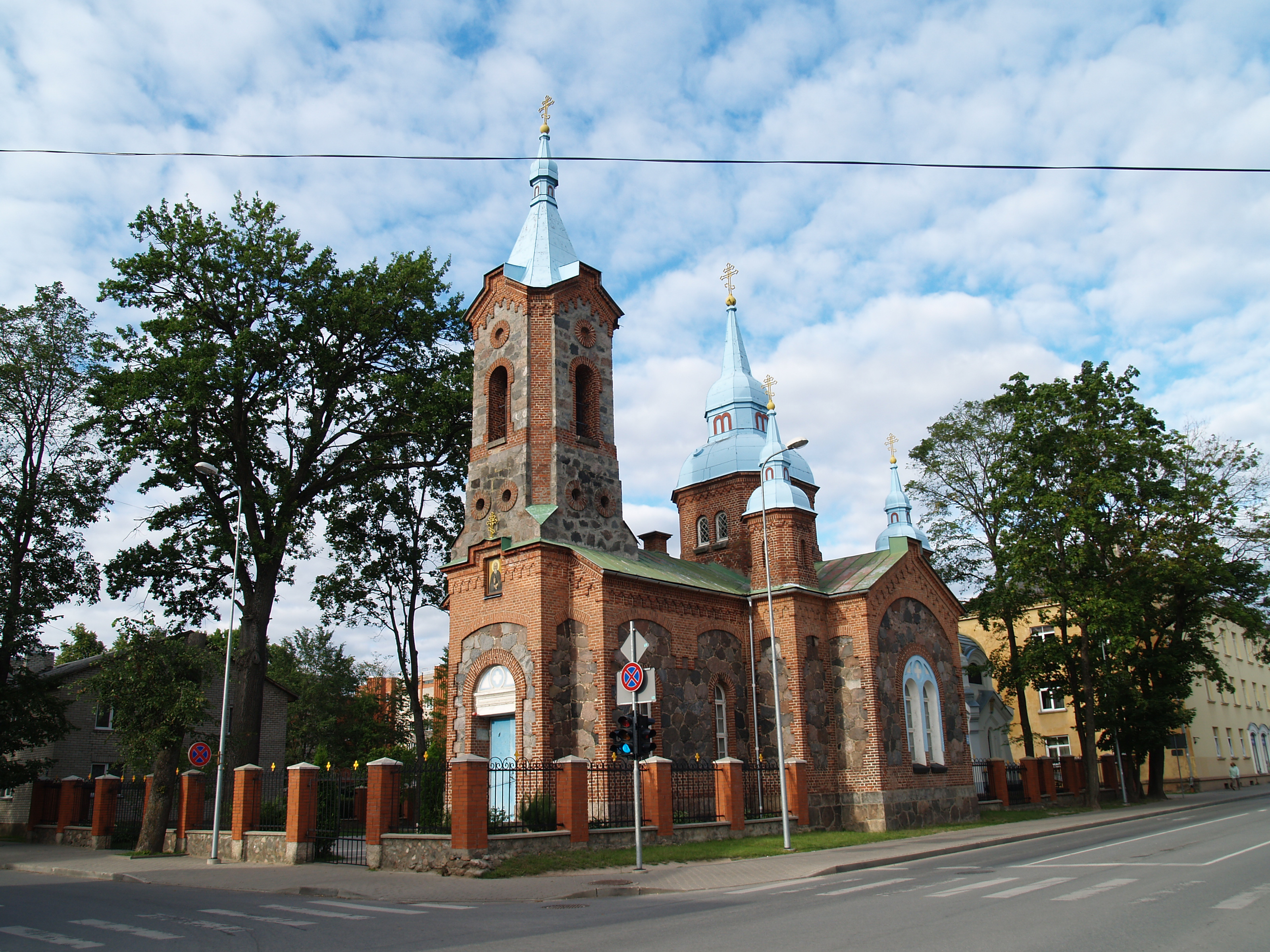
Orthodoxe Kirche
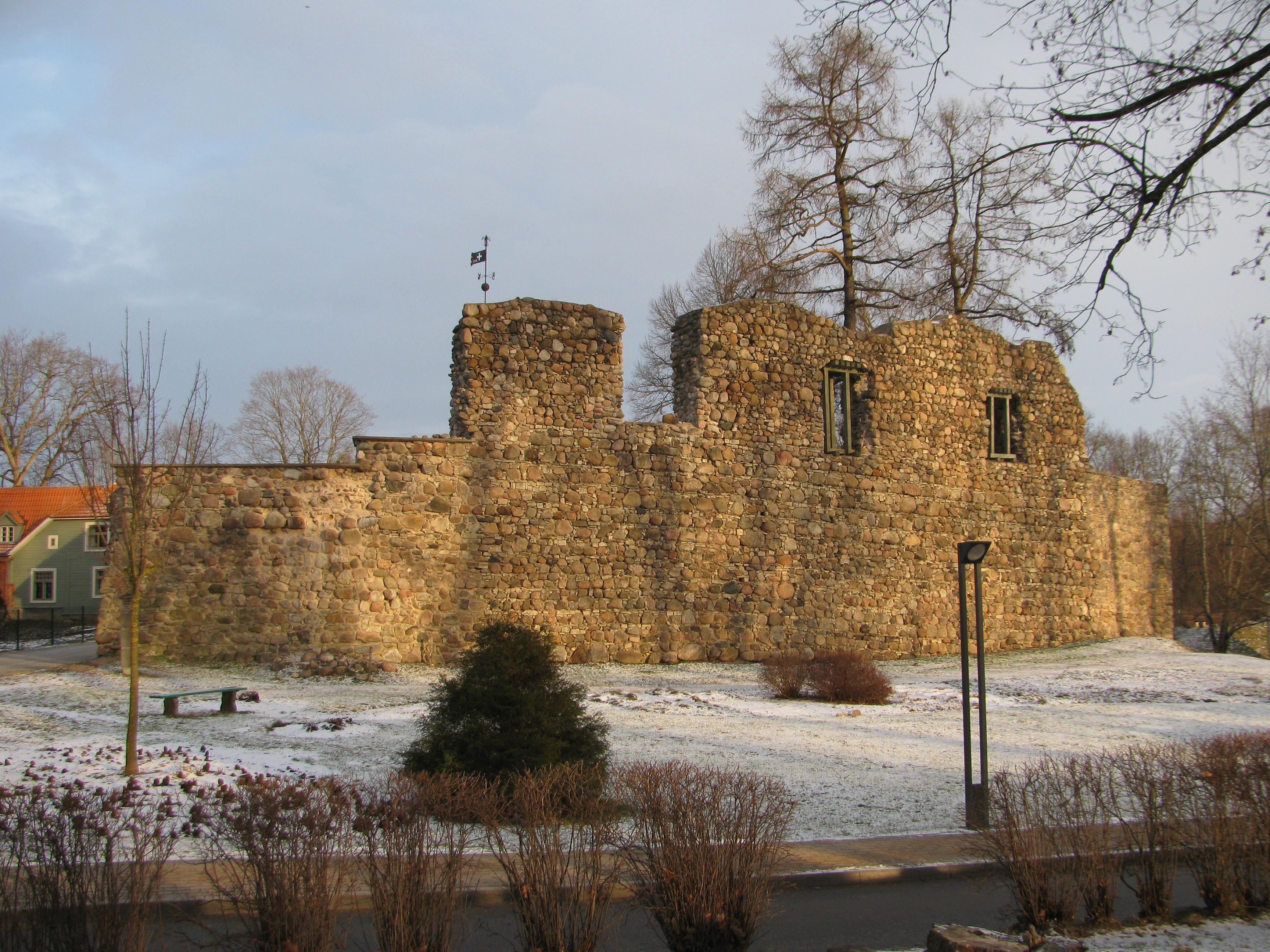
Ruine der Ordensburg Wolmar
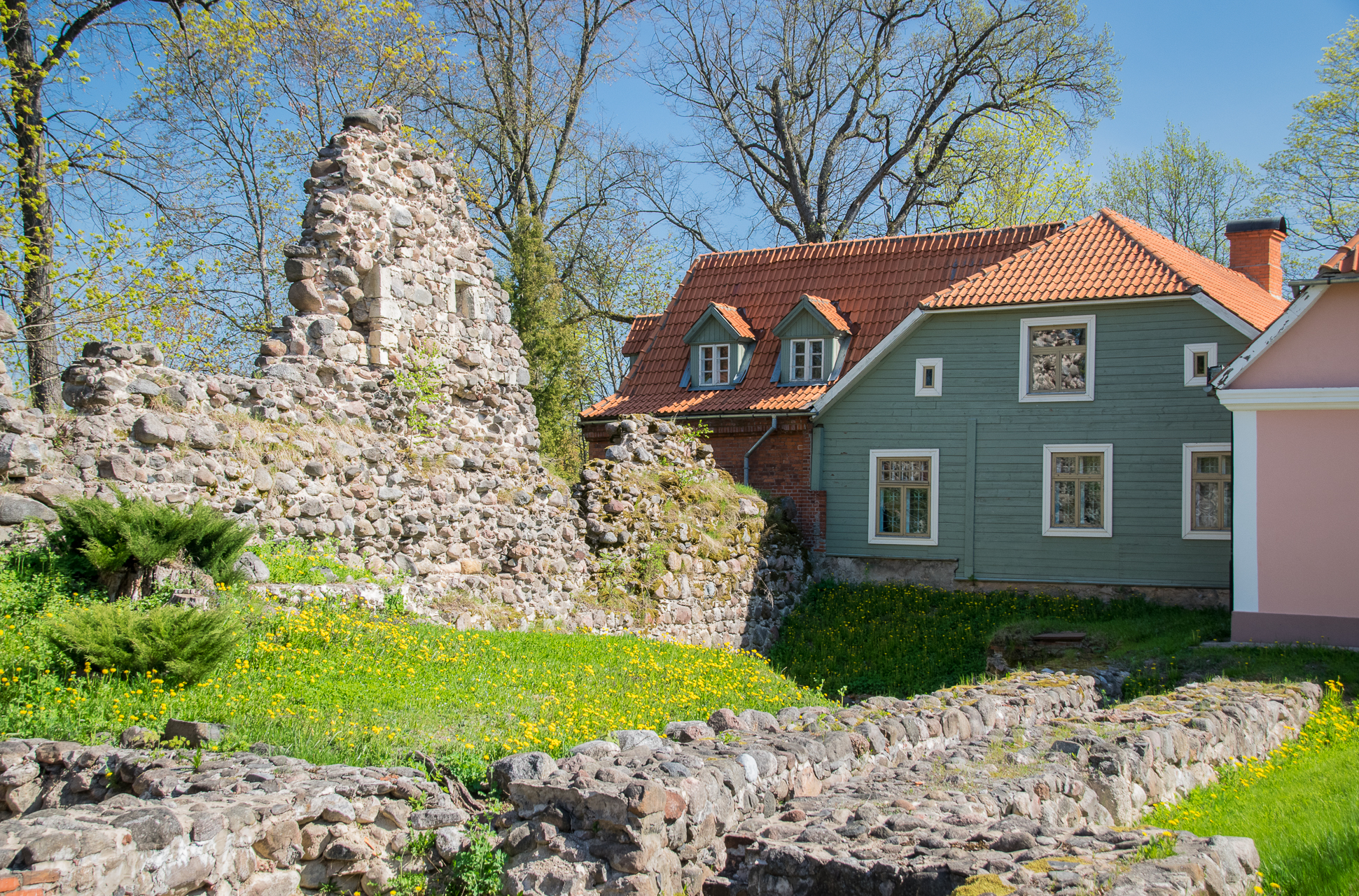
Alte Apotheke an der Burgruine
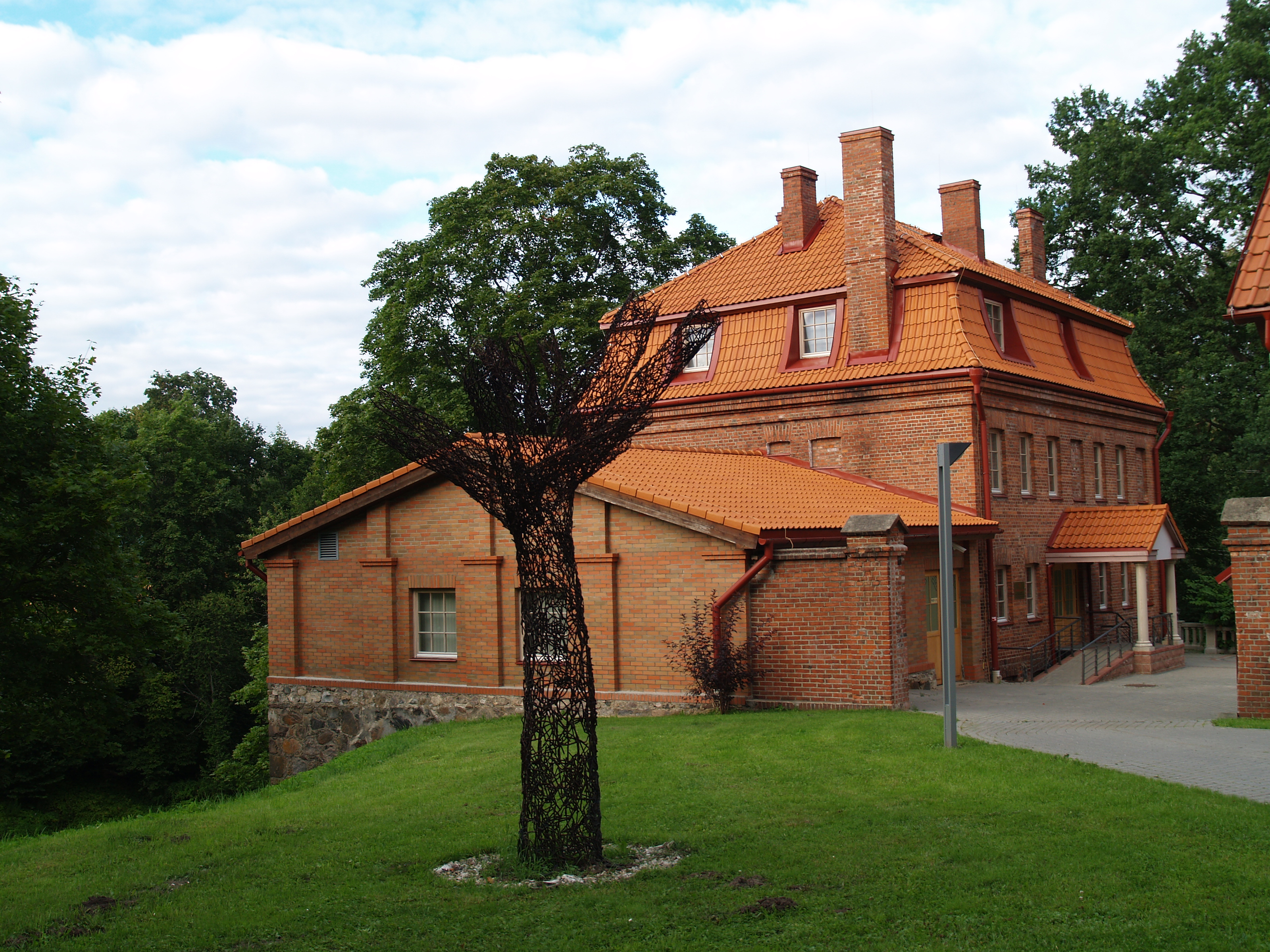
Valmiera Museum
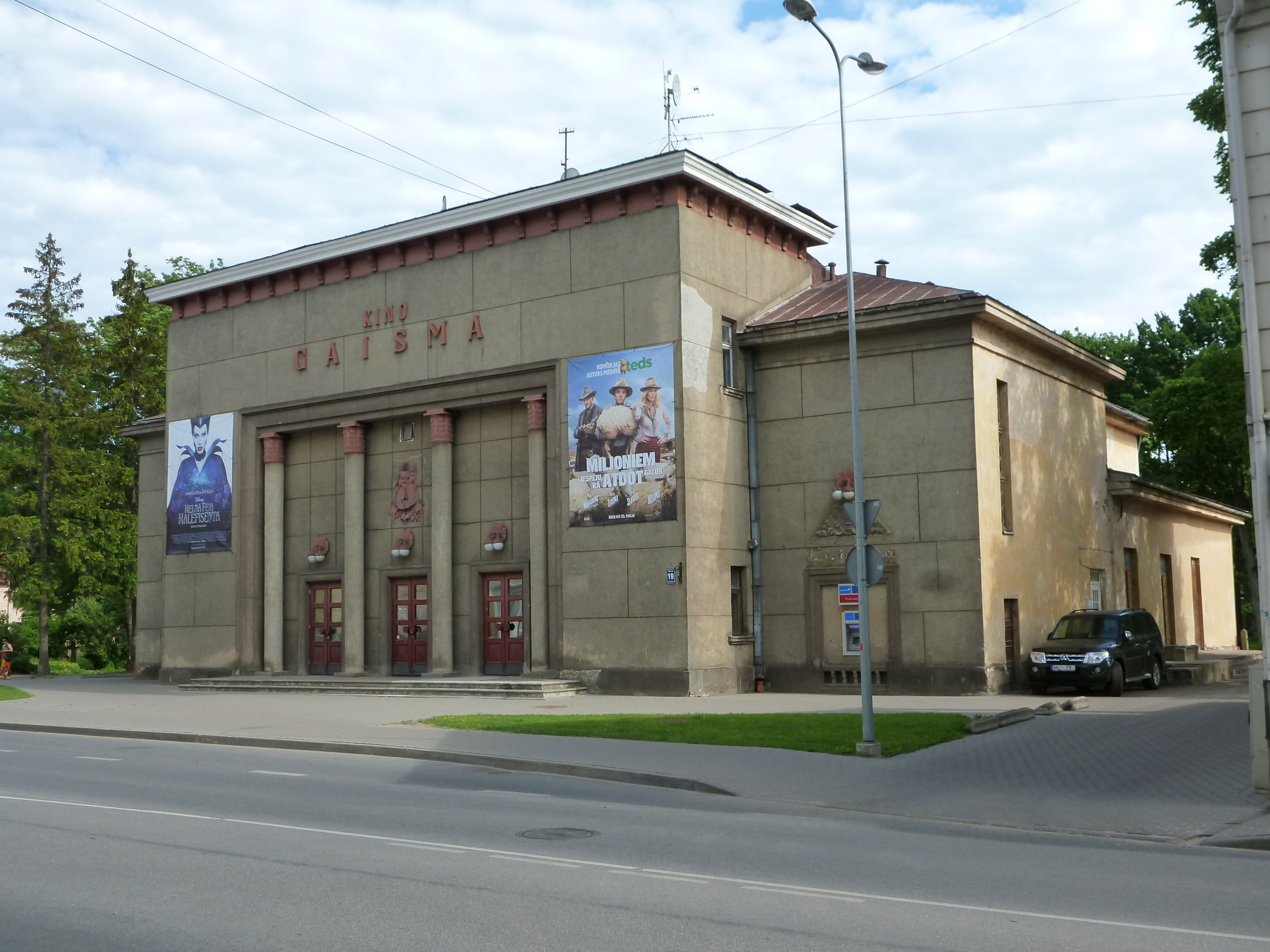
Kino Gaisma in Valmiera
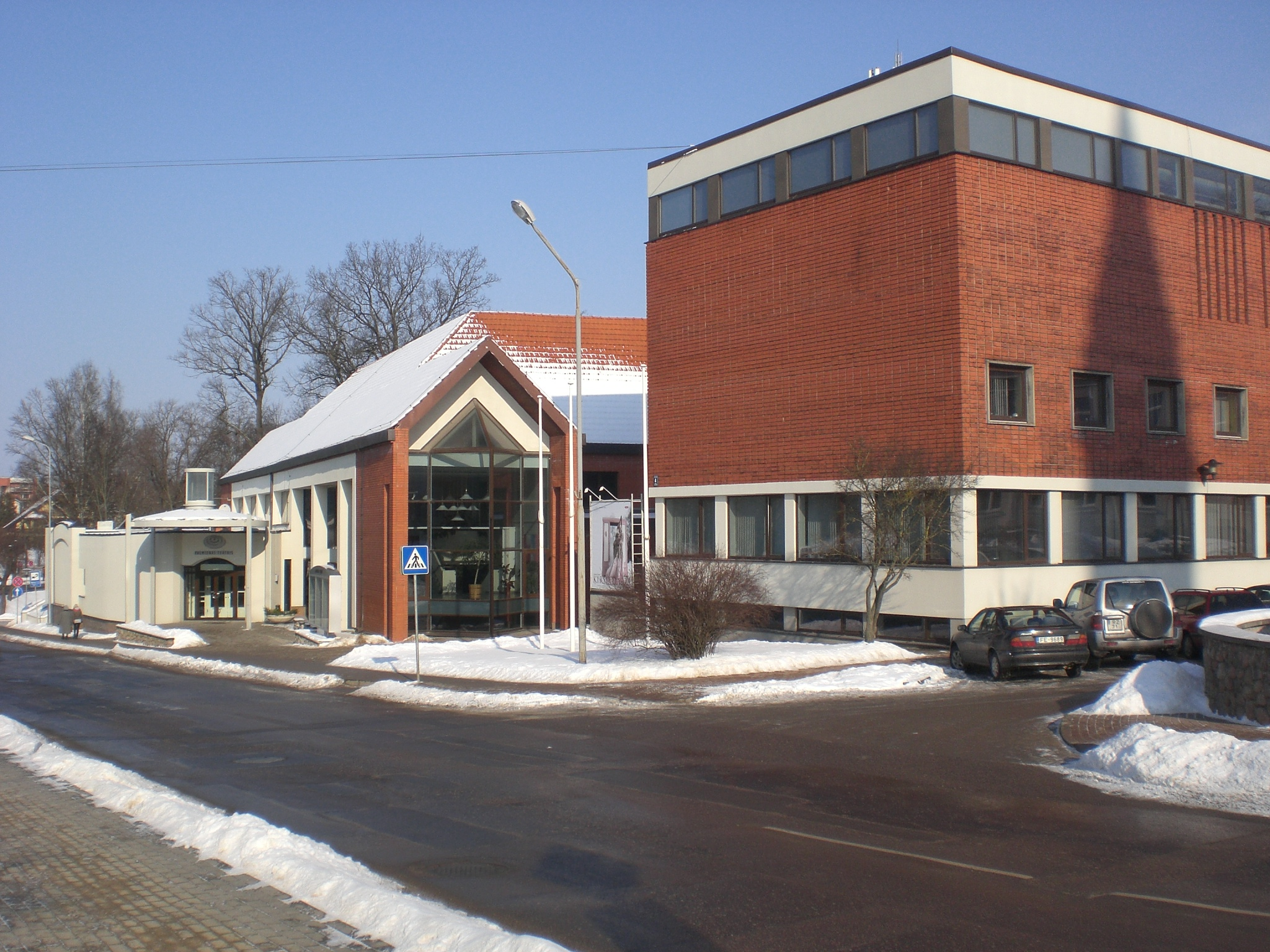
Theater in Valmiera
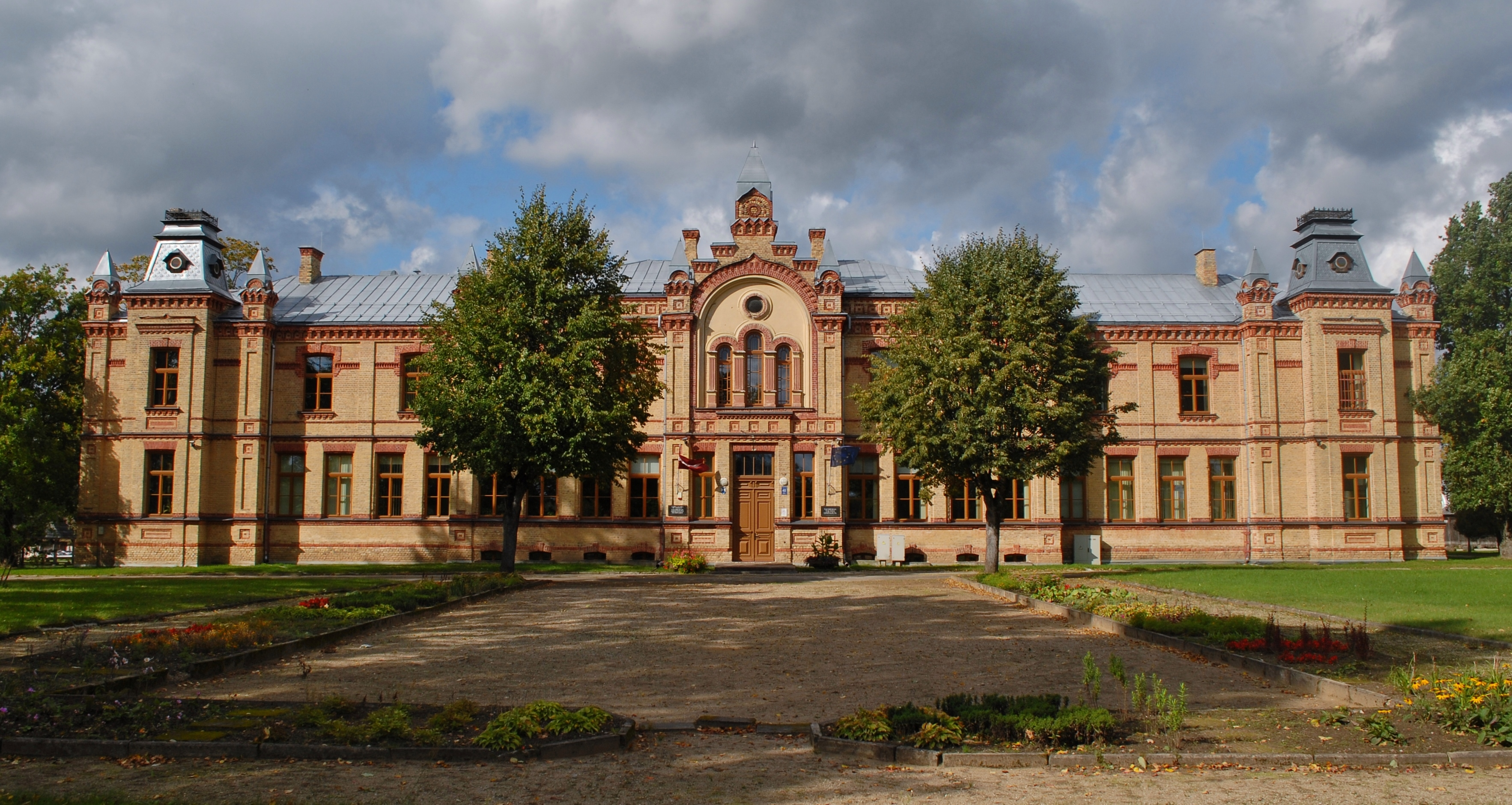
Staatliches Gymnasium Valmiera
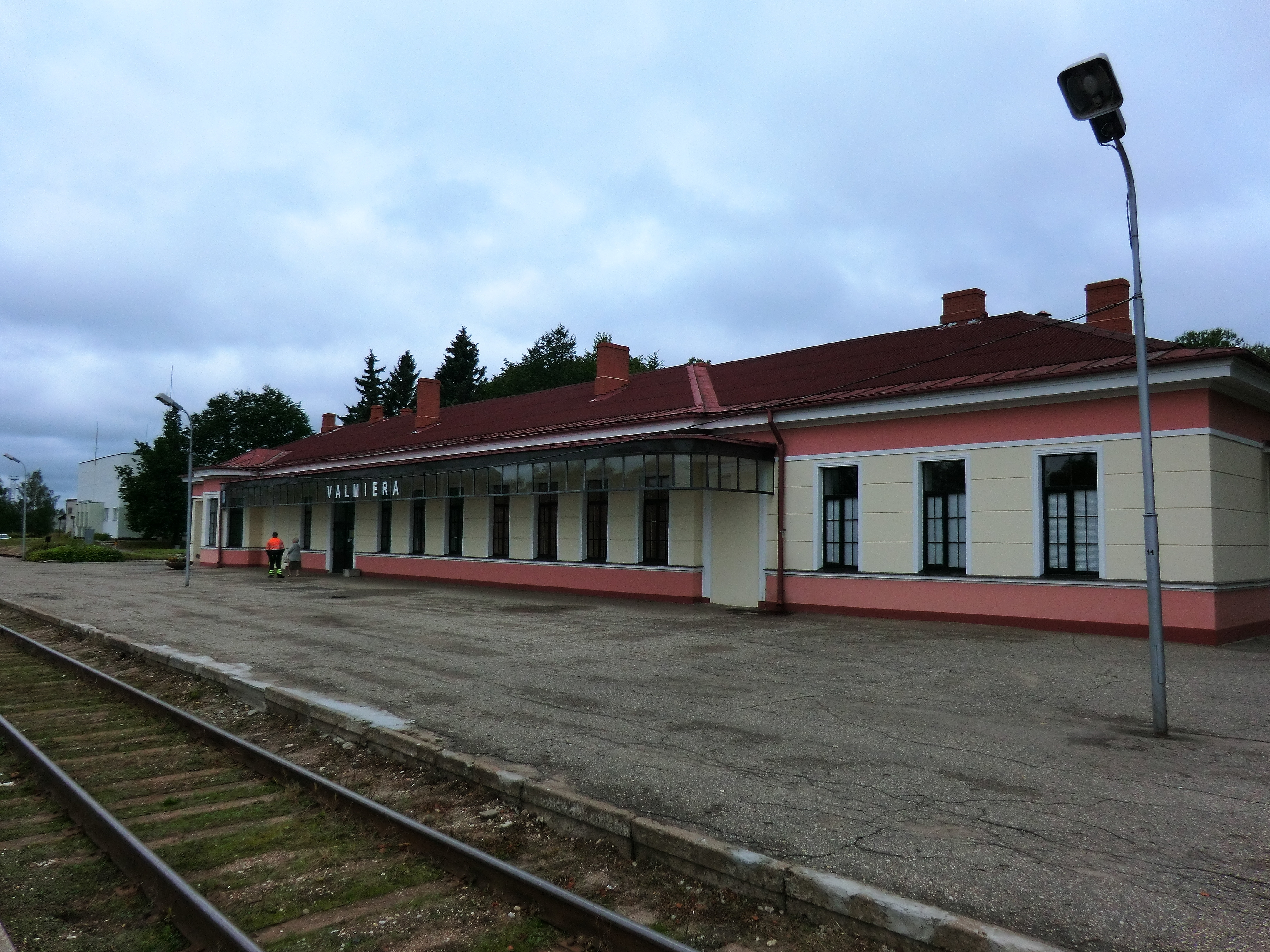
Bahnhof Valmiera
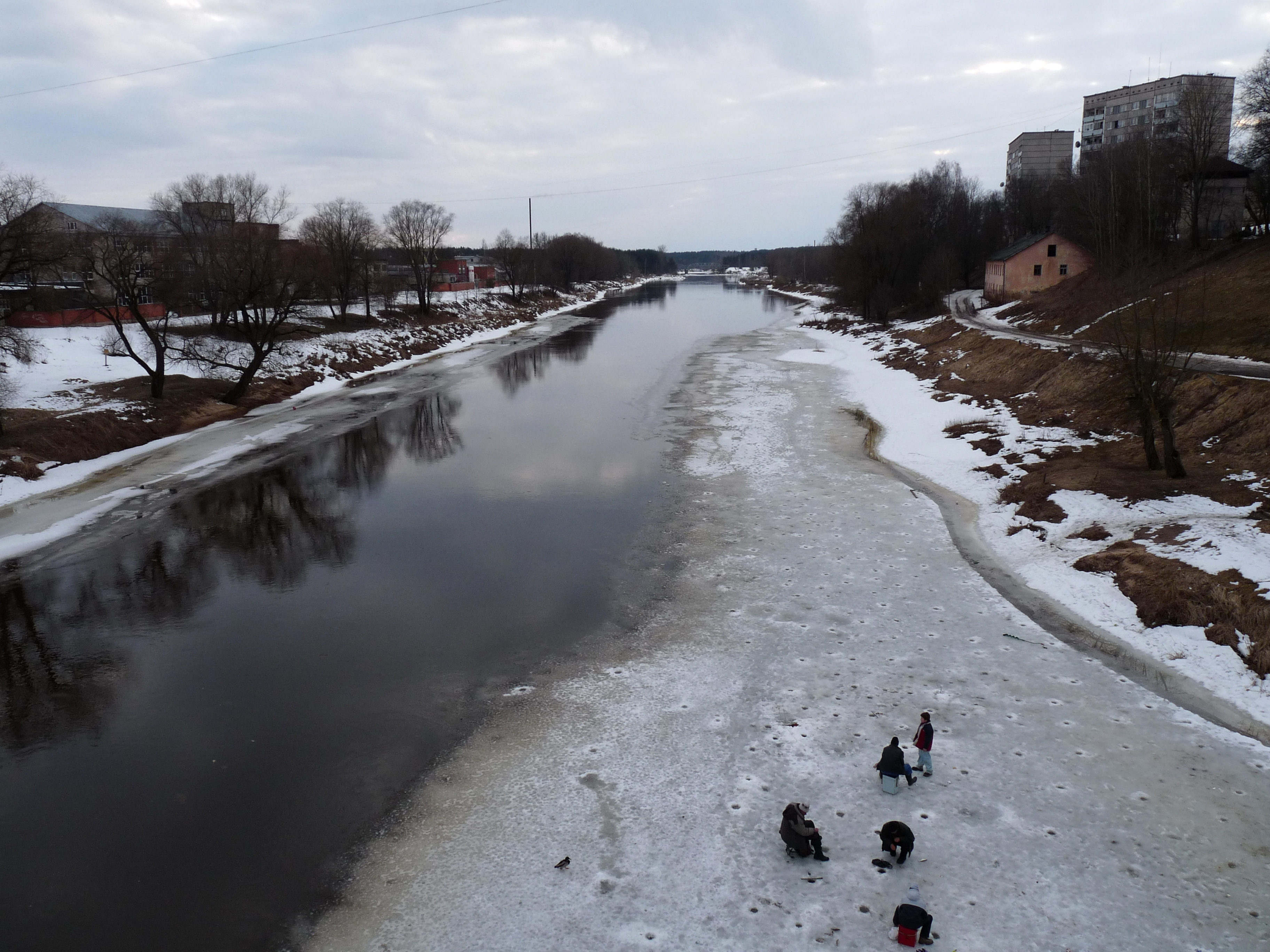
Eisfischen auf der Gauja in Valmiera

## Sonstiges
- Als Kulturzentrum Livlands ist Valmiera die einzige Stadt der Region mit einem professionellen Theater, dem seit 1919 bestehenden Valmieras drāmas teātris. 1996 wurde die regionale Hochschule Vidzeme (Vidzemes augstskola) eingerichtet, in der auch Gebärdensprache unterrichtet wird.
- Valmiera hat sich zu einem bedeutenden Industriestandort entwickelt. Die wichtigsten Branchen sind die Nahrungsmittelindustrie (Milchprodukte, Fleisch, Getreide), die Holzverarbeitung und Möbelindustrie, Metallverarbeitung sowie die Produktion von Glasfasern.
- Valmiera war im Jahre 1523 erste Wirkungsstätte des lutherischen Sendboten und späteren Täufers Melchior Hofmann.
- Version 2.2 von QGIS wurde zu Ehren von Valmiera benannt.[2]

## Partnerschaften
- Die Stadt unterhält seit 2011 eine Städtepartnerschaft mit Halle (Westf.) im Kreis Gütersloh. Bereits vor der offiziellen Gründung der Partnerschaft waren die Städte freundschaftlich verbunden.
- Weitere Partnerstädte sind:[3]

| - Solna, Schweden, seit 1991 - Viljandi, Estland, 1992 - Høje Taastrup, Dänemark, seit 1995 - Zduńska Wola, Polen, seit 2001 | - Pskow, Russland, seit 2002 - Baryssau, Belarus, seit 2010 - Siyəzən, Aserbaidschan, seit 2014 |

- Der Landkreis Valmiera und Kreis Gütersloh pflegten seit 1994 partnerschaftliche Beziehungen.[4] Nach der lettischen Verwaltungsreform 2009 wurde die Partnerschaft mit den sechs neuen Verwaltungsbezirken (novads) erneuert.

## Söhne und Töchter der Stadt
- Julius Walter (1794–1834), deutsch-baltischer Theologe und Hochschullehrer
- Johann Eduard Erdmann (1805–1892), deutscher Professor der Philosophie und Schriftsteller
- Julius von Eckardt (1836–1908), Journalist und Historiker
- Julius Walter (1841–1922), deutscher Philosoph und Hochschullehrer
- Jāzeps Vītols (1863–1948), Komponist
- Else Morstatt (1880–?), deutsche Schriftstellerin
- Alexander Rubinstein (1881–1948), Journalist und Publizist
- Herbert Girgensohn (1887–1963), Theologe
- Siegfried von Vegesack (1888–1974), Schriftsteller
- Jānis Daliņš (1904–1978), Leichtathlet
- Visvaldis Lācis (1924–2020), Publizist und Politiker
- Detlev Prößdorf (1930–2017), deutscher Politiker
- Andris Piebalgs (* 1957), Politiker
- Arturs Maskats (* 1957), Komponist
- Māris Kučinskis (* 1961), Politiker
- Ainārs Ķiksis (* 1972), Radsportler
- Guntis Peders (* 1973), Hürdenläufer
- Māris Štrombergs (* 1987), BMX-Radfahrer
- Oskars Melbārdis (* 1988), Bobfahrer
- Arnis Rumbenieks (* 1988), Geher
- Oskars Ķibermanis (* 1993), Bobpilot
- Ardis Bedrītis (* 2000), Beachvolleyballspieler
- Agate Caune (* 2004), Langstreckenläuferin
- Rauls Erlends Serafimovičs (* 2004), Handballspieler